# Большая Уваровщина
Больша́я Ува́ровщина — село в Кирсановском районе Тамбовской области России. Административный центр Уваровщинского сельсовета.

## География
Село находится в восточной части Тамбовской области, в лесостепной зоне, в пределах Окско-Донской равнины, к северо-востоку от города Кирсанов, административного центра района. К югу от села проходит автодорога межмуниципального значения 68К-023. Абсолютная высота — 171 м над уровнем моря.
Климат
Климат характеризуется как умеренно континентальный с недостаточным и неустойчивым увлажнением. Среднегодовое количество осадков составляет 470—510 мм. Средняя температура января составляет −11,3 °С, июля — +20,4 °С.
Часовой пояс
Село Большая Уваровщина, как и вся Тамбовская область, находится в часовой зоне МСК (московское время). Смещение применяемого времени относительно UTC составляет +3:00.

## Население
| 2010 |
| ---- |
| 479  |

Половой состав
По данным Всероссийской переписи населения 2010 года, в гендерной структуре населения мужчины составляли 46,1 %, женщины — соответственно 53,9 %.
Национальный состав
Согласно результатам переписи 2002 года, в национальной структуре населения русские составляли 99 % из 498 чел.

## Улицы
Уличная сеть села состоит из одной улицы (ул. Локаторная).